# Rai Umanath Bali
Rai Umanath Bali (kortweg: Umanath Bali) leefde rond het begin van de 20e eeuw en stichtte samen met Pandit Vishnu Narayan Bhatkhande een instituut voor Indiase muziek in Lucknow: inmiddels de "Bhatkhande Music Institute University" geheten. Hij was de oom van Rai Rajeshwar Bali, de Taluqdar (een groottgrondbezitter of regent) van Daryabad.
Het "Rai Umanath Bali Auditorium" in Lucknow is naar hem vernoemd.